# Bob Nijkerk
Mozes Benjamin Barend (Bob) Nijkerk (Amsterdam, 16 maart 1894 – aldaar, 19 juni 1987) was een Nederlandse zakenman die groot is geworden door zijn handel in metalen en schroot en daarnaast een bevlogen verzamelaar was van geïllustreerde boeken en typografie vooral uit het tijdperk 1890–1940.

## Collectie
Alle bekende typografen uit die tijd verzamelde hij, zoals S.H. de Roos, Jan van Krimpen, Charles Nypels en Jean François van Royen, van de laatste zijn mooi verzorgde boeken, geproduceerd door de Zilverdistel- en later de Kunera Pers. De collectie omvat boeken die in kleine en genummerde oplagen werden gedrukt, in prachtbanden en met illustraties van geselecteerde kunstenaars. 
Het Stedelijk Museum in Amsterdam exposeerde de boeken uit de collectie-Nijkerk. De boeken werden in bruikleen gegeven aan het Stedelijk. De collectie, die veel buitenlands materiaal bevat, werd in 1932 en in 1974 geschonken. Een kaartcatalogus maakt de verzameling toegankelijk op auteurs, uitgevers, illustratoren en typografen.
Nijkerk was langere tijd woonachtig in Brussel. Daardoor kon hij gemakkelijk aan in België vervaardigde bibliofiele uitgaven komen. Ook publicaties van Engelse private presses werden door hem verzameld. De expositie toonde edities van onder meer The Doves Press, de Vale Press, The Nonesuch Press en The Golden Cockerel Press. Uit België werden werken getoond die geïllustreerd werden door Frans Masereel, Edgard Tijtgat en Jozef Cantré.
Ook boeken van uitgever en drukker A.A.M. Stols kwamen in zijn verzameling voor, waarbij onder andere de bibliofiele series als de Halcyon Pers en Trajectum ad Mosam en het in 1930 verschenen boek The Collected Sonnets van Keats, gezet in de Romanée van Jan van Krimpen, en geïllustreerd met houtsnedes van John Buckland Wright.
Nijkerk was getrouwd met Henriëtte Erna (Han) Nijkerk-van den Bergh (1901-1979) met wie hij drie kinderen kreeg. Hij was Ridder in de Orde van Oranje-Nassau en drager van de Zilveren Anjer; hij verkreeg tevens de Zilveren Medaille van de Stad Amsterdam.
Zijn zoon dr. Karel Nijkerk (1928-2007) was ook bibliofiel en stelde in 1997 een tentoonstelling uit de collectie van zijn vader samen, met bijbehorende catalogus. In 1988 werd een deel van de collectie van de vader geveild; zijn zoon schafte daaruit boeken aan. Uiteindelijk werden de overgebleven delen van de collecties van vader en zoon in 2016 en 2017 in vier achtereenvolgende veilingen op de markt gebracht door Bubb Kuyper Veilingen.